# Macram Max Gassis
Macram Max Gassis MCCJ (* 21. September 1938 in Khartum; † 4. Juni 2023 in Mechanicsburg, Pennsylvania) war ein sudanesischer Geistlicher und römisch-katholischer Bischof von El Obeid.

## Leben
Macram Max Gassis trat der Ordensgemeinschaft der Comboni-Missionare bei, legte die Profess am 9. September 1957 ab und empfing am 28. Juni 1964 die Priesterweihe.
Papst Johannes Paul II. ernannte ihn am 4. Oktober 1983 zum Apostolischen Administrator von El Obeid. Am 12. März 1988 wurde er zum Bischof von El Obeid ernannt. Der Apostolische Nuntius im Sudan, Luis Robles Díaz, spendete ihm am 15. Mai desselben Jahres die Bischofsweihe; Mitkonsekratoren waren Gabriel Zubeir Wako, Erzbischof von Khartum, und Joseph Abangite Gasi, Bischof von Tombura-Yambio.
Am 28. Oktober 2013 nahm Papst Franziskus seinen altersbedingten Rücktritt an.